# Berakhot

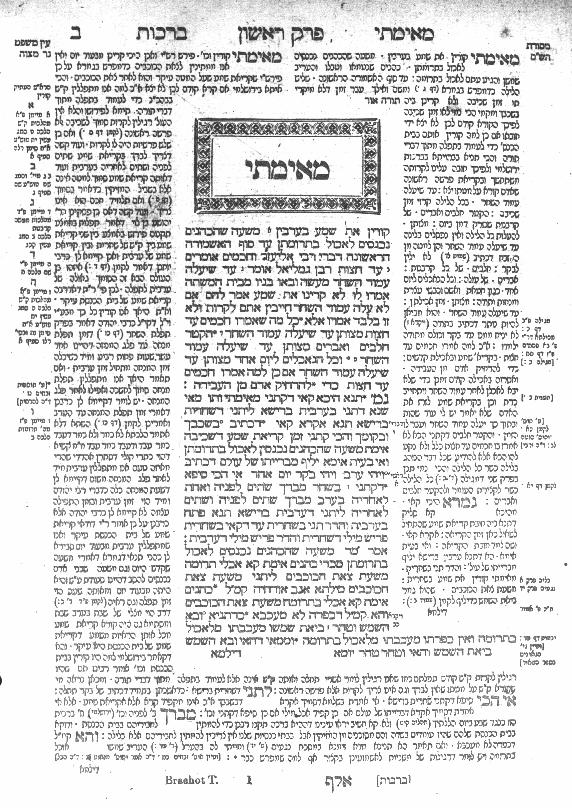
La primera pàgina del tractat Berajot, el primer del Talmud.

El tractat Berakhot (en hebreu:ברכות) (en català: 'benediccions') és el primer tractat de l'ordre de Zeraïm (en català: "llavors") de la Mixnà, el primer gran text de la Halacà o llei jueva. Tracta sobre les regles relacionades amb les oracions del Xemà, l'Amidà, el Birkat Hamazon, el Kiduix (la santificació del Xabat i les festes jueves), l'Havdala (la celebració després del Xabat) i sobre les pregàries i les benediccions. És l'únic tractat de l'ordre Zeraïm que té una Guemarà al Talmud de Babilònia i al Talmud de Jerusalem.